# Neocybaeina xantha
Espèce
Synonymes
- Cybaeina xantha Chamberlin & Ivie, 1937

Neocybaeina xantha est une espèce d'araignées aranéomorphes de la famille des Cybaeidae.

## Distribution
Cette espèce est endémique d'Oregon aux États-Unis,. Elle se rencontre dans les comtés de Douglas, de Coos, et de Lane.

## Description
La femelle holotype mesure 3,50 mm.

## Systématique et taxinomie
Cette espèce a été décrite sous le protonyme Cybaeina xantha par Chamberlin et Ivie en 1937. Elle est placée dans le genre Neocybaeina par Bennett, Copley et Copley en 2023.

## Publication originale
- Chamberlin & Ivie, 1937 : « New spiders of the family Agelenidae from western North America. » Annals of the Entomological Society of America, vol. 30, p. 211-230.